# Sheena 667
Sheena 667 (Sheena 667) è un film del 2021 diretto da Grigorij Dobrygin.

## Trama
Olja e Vadim sono una coppia che lavora in una stazione di servizio nella periferia di Vyšnij Voločëk. La loro spartana vita viene scombussolata quando questi ottengono l'accesso a internet.